# Pena de morte no Camboja

Localização do Camboja no mapa

A Pena de morte no Camboja foi abolida. O Camboja aboliu a pena de morte em 1989. 
O Camboja é um dos dois países da ASEAN (o outro sendo as Filipinas ) a abolir a pena de morte.  

## Legislação
A Constituição do Reino do Camboja (1993) estabelece no art. 32 que: 
"Todas as pessoas têm direito à vida, liberdade e a segurança pessoal. Não haverá pena de morte. "

## Política
Em 1995, o primeiro-ministro príncipe Norodom Ranariddh fez apelos à pena de morte pedindo que assassinos e traficantes fossem executados pelo Estado. 
 

Em 2019, o primeiro-ministro Hun Sen disse que estava considerando introduzir a pena de morte para pessoas que estupram crianças, mas disse que isso só aconteceria após um referendo nacional.    Alguns dias após esse anúncio, Hun Sen mudou sua posição.  